# Werkkreis Literatur der Arbeitswelt
Der Werkkreis Literatur der Arbeitswelt ist eine in der Bundesrepublik Deutschland seit 1970 angesiedelte deutsche Schriftstellervereinigung, die sich ausdrücklich nicht nur an professionelle Autoren wendet, sondern an Menschen, die in Lyrik, Prosa, Hörspiel oder anderen literarischen Formen über die gesellschaftliche Gegenwart, vor allem aber über die Arbeitswelt ihrer jeweils erlernten oder ausgeübten Berufe schreiben.

## Entstehung
Der Werkkreis Literatur der Arbeitswelt basiert in Grundzügen auf der Dortmunder Gruppe 61, einem Dortmunder Verbund von Schriftstellern, die sich mit der literarischen Darstellung der modernen Industriegesellschaft auseinandersetzten.
Eine grundsätzliche Kritik an der Dortmunder Gruppe 61 führte zur Bildung des Werkkreises Literatur der Arbeitswelt. Die Gruppe 61 sah eher eine gesellschaftliche Grundübereinstimmung in der Bundesrepublik Deutschland und wollte diese weiterentwickeln. Eine Opposition innerhalb des Literatenzirkels, zu der u. a. Günter Wallraff, Erika Runge, Angelika Mechtel, Max von der Grün, Erasmus Schöfer und Peter Schütt gehörten, wollte Texte schaffen, in denen für die Arbeiterklasse Partei ergriffen wurde und in denen der gesellschaftspolitische Standpunkt der Autoren sichtbar werden sollte.
Ziel dieser Opposition, die schließlich den Werkkreis gründete, war es, die Etablierung von Arbeitern als Berufsschriftsteller zu fördern und die Schulung und Förderung angehender Arbeiterschriftsteller aktiv zu unterstützen. Josef Büscher beteiligte sich 1967 mit Hilfe der Volkshochschule in Gelsenkirchen an der Gründung der ersten Werkstatt für die Literatur der Arbeitswelt. Auf der Gegen-Universität in Hamburg initiierte auch Peter Schütt, lange Zeit Mitglied des Parteivorstandes der DKP, gemeinsam mit dem Bauschlosser Rainer Hirsch im Frühjahr 1968 eine Werkstatt schreibender Arbeiter.
Nachdem die Kritiker der Gruppe 61 auf deren Jahrestagung am 10. Januar 1970 mit ihren Änderungsanträgen zu Programmatik und Satzung keine Mehrheit fanden, gründeten sie am 7. März 1970 in Köln den Werkkreis Literatur der Arbeitswelt mit neun lokalen Werkstätten, die jeweils mit zwei Delegierten vertreten sind. Als Sprecher wurden gewählt:
- Erasmus Schöfer, Werkstatt Köln
- Hugo Ernst Käufer, Werkstatt Gelsenkirchen
- Karl-Dietrich Bredthauer, Werkstatt Köln
- Klaus Tscheliesnig, Werkstatt Tübingen
- Peter Schütt, Werkstatt Hamburg
- Horst Kammrad, Werkstatt West-Berlin

## Stellung im Literaturbetrieb
Erasmus Schöfer, ein langjähriges DKP-Mitglied, wurde Erster Sprecher und legte der 2. Delegiertenversammlung einen Satzungsentwurf zur Gründung eines gemeinnützigen Vereins mit Sitz in Köln vor. Im Januar 1981 übernahm der parteilose Harry Böseke die Geschäftsführung. In der Gründergruppe geriet Günter Wallraff bald in die Kritik: er schreibe so, wie auf dem politischen Felde Spontaneisten schrieben. Das war für die Vertreter entschlossener Parteilichkeit unter den Gründern, wie Runge, Schöfer und Schütt, nicht akzeptabel. Schon bei der ersten Arbeitstagung in Gelsenkirchen am 27. Juni 1970 wurde die „verengte Literaturauffassung“ in den Vorträgen der Referenten Wallraff und Friedrich G. Kürbisch kritisiert.
Im Fischer Verlag erschienen bis Januar 1988 im Rahmen einer Taschenbuchreihe 60 Titel des Werkkreises mit einer Gesamt-Auflage von über 1 Million Büchern; später erschienen sie teils im Selbstverlag, teils im gewerkschaftsnahen Bund-Verlag und bei ASSO.
Mitte der 1970er Jahre hatte die Organisation etwa 450 Mitglieder in Westdeutschland, Österreich und der Schweiz. „Der Werkkreis zählt zu seiner besten Zeit an die 500 ‚schreibende Arbeiter‘“, erinnert sich Schütt: „Kein echter Prolet ist darunter. Der Einzige, Gerd Sowka, wird schon 1972 wegen mangelnder Linientreue ausgeschlossen.“ Horst Hensel wiederum kritisierte im Werkkreis-Rundbrief vom März 1981, dass „Gruppen von menschheitsbeglückenden Germanistik-StudentInnen und VHS-Muttis […] die eigentliche Arbeit behindern“, und forderte vergebens die Umwandlung in einen Autorenverband. Im Rundbrief Nr. 144 vom Dezember 1983 erklärte Heinrich Peuckmann: „Literatur zu machen ist gefährlich. Besonders im Werkkreis.“

## Politische Orientierung
Die führende Rolle von Mitgliedern der Deutschen Kommunistischen Partei (DKP) im Werkkreis Literatur der Arbeitswelt war langfristig angelegt. 1971 unterlag der Mannheimer Autor Reinhard Welz mit dem Versuch, durch Satzungsänderung den Mitgliedern zu untersagen, sich in der Werkkreis-Arbeit für politische Organisationen auszusprechen; man einigte sich mehrheitlich auf ein Selbstverständnis als „parteiunabhängige Organisation auf gewerkschaftsprogrammatischer Grundlage, in der sozialdemokratische, kommunistische und parteilose Kollegen zusammenarbeiten“. Im gleichen Jahr wurde ein Boykott der Verlage Springer und Bertelsmann beschlossen. Auf der Sprecherratssitzung vom 10./11. Juni 1972 wurde Welz ausgeschlossen. Auch der Hamburger Werkstatt-Mitgründer Rainer Hirsch, der von Oktober 1973 bis Sommer 1977 eine Halbtagsstelle als hauptamtlicher Geschäftsführer des Werkkreises bekleidet hatte, wurde bei einer Sprecherratssitzung (3./4. Juni 1978) wegen „werkkreisschädigenden Verhaltens“ ausgeschlossen.
In einer Kleinen Anfrage bezeichnete die CDU/CSU-Bundestagsfraktion am 10. Februar 1978 die Autorengruppe als „kommunistisch unterwandert“, was der Sprecherrat unter Hinweis auf die Gewerkschaftsorientierung dementierte. Seine anfängliche Unterstützung des 3. Internationalen Russell-Tribunals zur Situation der Menschenrechte in der Bundesrepublik Deutschland zog der Werkkreis im April 1978 zurück, weil das Tribunal sich auch mit den Unvereinbarkeitsbeschlüssen der IG Metall und anderer Gewerkschaften auseinandersetzte. In den folgenden Jahren bot der Werkkreis Bildungsseminare in der Schulungsstätte der IG Druck und Papier in Lage-Hörste an und kooperierte, teils in Personalunion von Funktionsträgern, mit dem Verband deutscher Schriftsteller (VS, heute in ver.di).
Im Mai 1978 tauchte der Werkkreis Literatur der Arbeitswelt als Nr. 236 auf einer geheimen Liste mit dem Titel Linksextremistisch beeinflusste Druckwerke und Organisationen auf, die zur Ausspähung an Grenzübergängen diente. Proteste gegen diese Liste trugen mit zum Rücktritt des damaligen Innenministers Werner Maihofer bei.
Kontroversen im Sprecherrat verursachte Ende 1976 die Unterschrift des Werkkreis-Sprechers Jürgen Alberts unter einem Protesttelegramm gegen die Ausbürgerung Wolf Biermanns aus der DDR.

## Neuere Entwicklung
Bei der 10. Delegiertenversammlung 1981 in Kamp-Lintfort wurde der Friedensaktivist Klaus D. Bufe zum Ersten Sprecher gewählt. Auf der 11. Versammlung vom 16. bis 19. Juni 1983 in Duisburg löste ihn Harry Böseke ab, dem 1985 Heinrich Droege nachfolgte. Dieser trat im Dezember 1986 zurück, nachdem der S. Fischer-Verlag die Verträge mit dem Werkkreis wegen schlechter Absatzzahlen gekündigt hatte. Auch der BUND-Verlag beendete im Januar 1991 die Zusammenarbeit. Es folgte eine jahrelang anhaltende Finanz- und Führungskrise.
Nach dem Ende der DDR bemühte man sich um die Integration der Zirkel schreibender Arbeiter. Dieses Vorhaben schlug trotz einer gemeinsamen Veröffentlichung jedoch fehl. 2008 bestanden noch Werkstätten des Werkkreises in den Städten Augsburg, Berlin, Darmstadt, Hamburg, Kassel, Köln, Leipzig, München, Nürnberg und Wien.
Im Fritz-Hüser-Institut werden 2020 im Rahmen des Projektes "Works & Circles / Werke & Kreise" anlässlich "50 Jahre Werkkreis Literatur der Arbeitswelt" zwei geförderte künstlerische Performances stattfinden. 2.500 Werkkreis-Bücher sollen verteilt werden und an das Schaffen des Werkkreises erinnern.
Die historische Überlieferung des Werkkreises befindet sich im Archiv des Fritz-Hüser-Instituts und wird laufend ergänzt.

## Erste Sprecher
- Erasmus Schöfer (Januar bis November 1970)
- Karl-Dietrich Bredthauser (November 1970)
- Erasmus Schöfer (1972–1973)
- Jürgen Alberts (1973–1977)
- Horst Hensel (1977–1979)
- Peter Fischbach (1979–1981)
- Klaus D. Bufe (1981–1983)
- Harry Böseke (1983–1985)
- Heinrich Droege (1985–1986)
- Michael Tonfeld (1987)
- Günter Heiden (1987–1988)
- Jochen Grünwaldt (1988–1989)
- Hermann Heister (1989–1990)
- Fritz Märkl (1991–1995)
- Gabi Anders-Hanfstingl (1995–)
- Fritz Märkl (2010)

## Veröffentlichungen (Auswahl)
- Ihr aber tragt das Risiko. Reportagen aus der Arbeitswelt (Hrsg. im Werkkreis Literatur der Arbeitswelt: Peter Fischer, Günter Hinz, Gerd Hergen Lübben und Heinrich Pachl). Reinbek 1971. ISBN 3-499-11447-X
- Mach Dich größer! Geschichten, die Mut machen, Fischer-Verlag, Frankfurt/Mai Februar 1986, 880-ISBN-3-596-25289-X
- Wir lassen uns nicht verschaukeln Bürgerinitiativen: Kurzroman und Reportagen, Fischer-Verlag, Frankfurt/Main April 1978, 580-ISBN-3-596-21988-4
- Jochen Zillig: Gelegenheit macht Liebe Bauernroman, Fischer-Verlag, Frankfurt/Main März 1979, 580-ISBN-3-596-22152-8
- Wir behaupten das Gegenteil Texte aus der Arbeitswelt von 1970–1986, Fischer-Verlag, Frankfurt/Mai November 1986, 980-ISBN-3-596-25292-X
- Martin Johnscher: Der kurze Tausch. Frankfurt/Main Dezember 1979. 680-ISBN-3-596-22201-X
- Arbeiterlesebuch – nicht nur für Arbeiter, Frankfurt/Mai August 1981, 780-ISBN-3-596-25026-9
- Dieser Betrieb wird bestreikt, Berichte über die Arbeitskämpfe in der BRD, Fischer-Verlag, Frankfurt/Main Dezember 1974, ISBN 3-436-02034-6
- Vor Ort, Betriebsreportagen, Fischer-Verlag, Frankfurt/Main Februar 1987, ISBN  3-596-25293-8
- Hrsg. Erasmus Schöfer: Die Kinder des roten Großvaters erzählen – Berichte zur Vor- und Frühgeschichte der Bundesrepublik Deutschland, Fischer Verlag, Frankfurt/Main 1976, ISBN 978-3596216819
- Der Prolet lacht, Fischer-Verlag, Frankfurt/Main März 1978, ISBN 9783596220175
- Mit 15 hat man noch Träume Arbeiterjugend in der BRD, Fischer-Verlag, Frankfurt/Main 1975, ISBN  9783436020088
- Vertrauensleute berichten, Fischer-Verlag, Frankfurt/Main September 1979, ISBN 978-3596221790
- Hrsg. Ulrich Birkner, Heinrich Droege, Peter Fischbach: Leben gegen die Uhr – Die Schichtarbeitergesellschaft kommt, Fischer-Verlag, Frankfurt am Main 1975,  ISBN 9783596252879